# Västerbottens norra domsagas valkrets
Västerbottens norra domsagas valkrets var i valen till andra kammaren 1866–1905 en egen valkrets med ett mandat. Valkretsen omfattade ungefär dagens Malå och Norsjö kommuner samt de mellersta och norra delarna av Skellefteå kommun. Till och med valet 1875 ingick också Skellefteå stad i denna valkrets, men i valet 1878 bröts staden ut och överfördes till Härnösands, Umeå, Skellefteå, Piteå, Luleå och Haparanda valkrets.
Inför valet 1908 delades valkretsen upp i två nya, Norsjö och Malå tingslags valkrets samt Skellefteå tingslags valkrets.

## Riksdagsmän
- Carl Ocklind (1867–1869)
- Carl Erik Hjelm, lmp (1870–1878)
- Johannes Mörtsell (1879–1881)
- Anton Markstedt (1882–1885)
- Per Zimdahl (1886–vårsessionen 1887)
- Anton Markstedt (höstsessionen 1887)
- Johan Lundström, gamla lmp 1888–1894, lmp 1895–1896, Bondeska 1897–1899, vilde 1900, lmp 1901–1902 (1888–1902)
- Per Zimdahl, lmp (1903–1908)

## Valresultat

### 1887 (vår)
| Andrakammarvalet i Sverige 1887 (vår): Västerbottens norra domsagas valkrets | Andrakammarvalet i Sverige 1887 (vår): Västerbottens norra domsagas valkrets | Andrakammarvalet i Sverige 1887 (vår): Västerbottens norra domsagas valkrets | Andrakammarvalet i Sverige 1887 (vår): Västerbottens norra domsagas valkrets | Andrakammarvalet i Sverige 1887 (vår): Västerbottens norra domsagas valkrets |
| Kandidat                                                                     | Kandidat                                                                     | Röster                                                                       | Röster                                                                       | Röster                                                                       |
| Kandidat                                                                     | Kandidat                                                                     | Antal                                                                        | %                                                                            | +− %                                                                         |
| ---------------------------------------------------------------------------- | ---------------------------------------------------------------------------- | ---------------------------------------------------------------------------- | ---------------------------------------------------------------------------- | ---------------------------------------------------------------------------- |
|                                                                              | Anton Markstedt (frih.)                                                      | 31                                                                           | 96,9                                                                         |                                                                              |
|                                                                              | Johan Lundström (frih.)                                                      | 1                                                                            | 3,1                                                                          |                                                                              |
| Antal giltiga röster                                                         | Antal giltiga röster                                                         | 32                                                                           |                                                                              |                                                                              |
| Kasserade röster                                                             | Kasserade röster                                                             | 0                                                                            |                                                                              |                                                                              |
| Totalt                                                                       | Totalt                                                                       | 32                                                                           |                                                                              |                                                                              |

- Valdeltagandet var 28,4%.
- 737 personer deltog i valet av elektorer.

### 1896
| Andrakammarvalet i Sverige 1896: Västerbottens norra domsagas valkrets | Andrakammarvalet i Sverige 1896: Västerbottens norra domsagas valkrets | Andrakammarvalet i Sverige 1896: Västerbottens norra domsagas valkrets | Andrakammarvalet i Sverige 1896: Västerbottens norra domsagas valkrets | Andrakammarvalet i Sverige 1896: Västerbottens norra domsagas valkrets |
| Kandidat                                                               | Kandidat                                                               | Röster                                                                 | Röster                                                                 | Röster                                                                 |
| Kandidat                                                               | Kandidat                                                               | Antal                                                                  | %                                                                      | +− %                                                                   |
| ---------------------------------------------------------------------- | ---------------------------------------------------------------------- | ---------------------------------------------------------------------- | ---------------------------------------------------------------------- | ---------------------------------------------------------------------- |
|                                                                        | Johan Lundström (Bo D)                                                 | 849                                                                    | 77,3                                                                   |                                                                        |
|                                                                        | R. Fahlgren                                                            | 199                                                                    | 18,1                                                                   |                                                                        |
|                                                                        | Övriga kandidater                                                      | 51                                                                     | 4,6                                                                    | —                                                                      |
| Antal giltiga röster                                                   | Antal giltiga röster                                                   | 1,099                                                                  |                                                                        |                                                                        |
| Kasserade röster                                                       | Kasserade röster                                                       | 7                                                                      |                                                                        |                                                                        |
| Totalt                                                                 | Totalt                                                                 | 1,106                                                                  |                                                                        |                                                                        |

- Valdeltagandet var 37,9%.

### 1899
| Andrakammarvalet i Sverige 1899: Västerbottens norra domsagas valkrets | Andrakammarvalet i Sverige 1899: Västerbottens norra domsagas valkrets | Andrakammarvalet i Sverige 1899: Västerbottens norra domsagas valkrets | Andrakammarvalet i Sverige 1899: Västerbottens norra domsagas valkrets | Andrakammarvalet i Sverige 1899: Västerbottens norra domsagas valkrets |
| Kandidat                                                               | Kandidat                                                               | Röster                                                                 | Röster                                                                 | Röster                                                                 |
| Kandidat                                                               | Kandidat                                                               | Antal                                                                  | %                                                                      | +− %                                                                   |
| ---------------------------------------------------------------------- | ---------------------------------------------------------------------- | ---------------------------------------------------------------------- | ---------------------------------------------------------------------- | ---------------------------------------------------------------------- |
|                                                                        | Johan Lundström                                                        | 696                                                                    | 50,9                                                                   |                                                                        |
|                                                                        | Per Zimdahl                                                            | 644                                                                    | 47,1                                                                   |                                                                        |
|                                                                        | Övriga kandidater                                                      | 28                                                                     | 2,0                                                                    | —                                                                      |
| Antal giltiga röster                                                   | Antal giltiga röster                                                   | 1,368                                                                  |                                                                        |                                                                        |
| Kasserade röster                                                       | Kasserade röster                                                       | 11                                                                     |                                                                        |                                                                        |
| Totalt                                                                 | Totalt                                                                 | 1,409                                                                  |                                                                        |                                                                        |

| Andrakammarvalet i Sverige 1899: Västerbottens norra domsagas valkrets | Andrakammarvalet i Sverige 1899: Västerbottens norra domsagas valkrets | Andrakammarvalet i Sverige 1899: Västerbottens norra domsagas valkrets | Andrakammarvalet i Sverige 1899: Västerbottens norra domsagas valkrets | Andrakammarvalet i Sverige 1899: Västerbottens norra domsagas valkrets |
| Kandidat                                                               | Kandidat                                                               | Röster                                                                 | Röster                                                                 | Röster                                                                 |
| Kandidat                                                               | Kandidat                                                               | Antal                                                                  | %                                                                      | +− %                                                                   |
| ---------------------------------------------------------------------- | ---------------------------------------------------------------------- | ---------------------------------------------------------------------- | ---------------------------------------------------------------------- | ---------------------------------------------------------------------- |
|                                                                        | Johan Lundström                                                        | 1,050                                                                  | 56,6                                                                   |                                                                        |
|                                                                        | Per Zimdahl                                                            | 771                                                                    | 41,5                                                                   |                                                                        |
|                                                                        | Övriga kandidater                                                      | 35                                                                     | 1,9                                                                    | —                                                                      |
| Antal giltiga röster                                                   | Antal giltiga röster                                                   | 1,856                                                                  |                                                                        |                                                                        |
| Kasserade röster                                                       | Kasserade röster                                                       | 22                                                                     |                                                                        |                                                                        |
| Totalt                                                                 | Totalt                                                                 | 1,878                                                                  |                                                                        |                                                                        |

Valet ägde rum den 5 januari 1900, sedan ett den 10 september 1899 förrättat val med valdeltagandet 42,4%, upphävdes. Valdeltagandet i det senare valet var 55,1%.

### 1902
| Andrakammarvalet i Sverige 1902: Västerbottens norra domsagas valkrets | Andrakammarvalet i Sverige 1902: Västerbottens norra domsagas valkrets | Andrakammarvalet i Sverige 1902: Västerbottens norra domsagas valkrets | Andrakammarvalet i Sverige 1902: Västerbottens norra domsagas valkrets | Andrakammarvalet i Sverige 1902: Västerbottens norra domsagas valkrets |
| Kandidat                                                               | Kandidat                                                               | Röster                                                                 | Röster                                                                 | Röster                                                                 |
| Kandidat                                                               | Kandidat                                                               | Antal                                                                  | %                                                                      | +− %                                                                   |
| ---------------------------------------------------------------------- | ---------------------------------------------------------------------- | ---------------------------------------------------------------------- | ---------------------------------------------------------------------- | ---------------------------------------------------------------------- |
|                                                                        | Per Zimdahl                                                            | 720                                                                    | 52,6                                                                   |                                                                        |
|                                                                        | A. Hedberg                                                             | 618                                                                    | 45,2                                                                   |                                                                        |
|                                                                        | Övriga kandidater                                                      | 30                                                                     | 2,2                                                                    | —                                                                      |
| Antal giltiga röster                                                   | Antal giltiga röster                                                   | 1,368                                                                  |                                                                        |                                                                        |
| Kasserade röster                                                       | Kasserade röster                                                       | 5                                                                      |                                                                        |                                                                        |
| Totalt                                                                 | Totalt                                                                 | 1,373                                                                  |                                                                        |                                                                        |

Valet ägde rum den 7 september 1902. Valdeltagandet var 41,3%.

### 1905
| Andrakammarvalet i Sverige 1905: Västerbottens norra domsagas valkrets | Andrakammarvalet i Sverige 1905: Västerbottens norra domsagas valkrets | Andrakammarvalet i Sverige 1905: Västerbottens norra domsagas valkrets | Andrakammarvalet i Sverige 1905: Västerbottens norra domsagas valkrets | Andrakammarvalet i Sverige 1905: Västerbottens norra domsagas valkrets |
| Kandidat                                                               | Kandidat                                                               | Röster                                                                 | Röster                                                                 | Röster                                                                 |
| Kandidat                                                               | Kandidat                                                               | Antal                                                                  | %                                                                      | +− %                                                                   |
| ---------------------------------------------------------------------- | ---------------------------------------------------------------------- | ---------------------------------------------------------------------- | ---------------------------------------------------------------------- | ---------------------------------------------------------------------- |
|                                                                        | Per Zimdahl                                                            | 1,002                                                                  | 58,6                                                                   | ▲6,1                                                                   |
|                                                                        | A. Wikström                                                            | 702                                                                    | 41,1                                                                   |                                                                        |
|                                                                        | Övriga kandidater                                                      | 5                                                                      | 0,3                                                                    | —                                                                      |
| Antal giltiga röster                                                   | Antal giltiga röster                                                   | 1,709                                                                  |                                                                        |                                                                        |
| Kasserade röster                                                       | Kasserade röster                                                       | 9                                                                      |                                                                        |                                                                        |
| Totalt                                                                 | Totalt                                                                 | 1,718                                                                  |                                                                        |                                                                        |

Valet ägde rum den 10 september 1905. Valdeltagandet var 46,5%.

### Fotnoter
1. ↑  Norrbottensposten 1887-04-21